# George Saitoti
George Kinuthia Saitoti (ur. 3 sierpnia 1945, zm. 10 czerwca 2012) – kenijski polityk, dwukrotny wiceprezydent Kenii w latach 1989–1997 oraz 1999–2002, były minister finansów (1983-1988), minister planowania i rozwoju narodowego (1997-1999) i minister edukacji (2003-2008). Minister administracji i bezpieczeństwa wewnętrznego od stycznia 2008.

## Życiorys
George Saitoti urodził się w 1945. Studiował na Mang'u High School niedaleko miasta Thika w Kenii, a następnie w ramach stypendium Wien Scholarship na Brandeis University w Waltham w USA. W 1972 uzyskał doktorat z dziedziny topologii algebraicznej na University of Warwick w Coventry w Wielkiej Brytanii. Po powrocie do kraju został profesorem matematyki na Uniwersytecie w Nairobi.
George Saitoti zajmował liczne stanowiska państwowe w okresie rządów prezydenta Daniela Moi. W latach 1983–1988 pełnił funkcję ministra finansów. Od maja 1989 do grudnia 1997 zajmował stanowisko wiceprezydenta Kenii. Od grudnia 1997 do kwietnia 1997 był ministrem planowania i rozwoju narodowego. Od kwietnia 1999 do sierpnia 2002 ponownie zajmował urząd wiceprezydenta. 30 sierpnia 2002 został zdymisjonowany przez prezydenta pod zarzutem nielojalności oraz pozbawiony funkcji wiceprzewodniczącego KANU.
W wyborach parlamentarnych w grudniu 2002 wystartował z ramienia konkurencyjnego ugrupowania NARC (National Alliance of Rainbow Coalition) pod wodzą Mwai Kinbkiego i zdobył mandat. W styczniu 2003 został mianowany ministrem edukacji w jego gabinecie. 13 lutego 2006 zrezygnował ze stanowiska, po tym jak pod jego adresem pojawiły się zarzuty korupcyjne w związku z tzw. aferą Goldenberg. W lutym 2006 w Kenii wybuchł skandal polityczny, zw. aferą Goldenberg, w którym spółka Goldenberg International została oskarżona o wyłudzenie od rządu pod postacią subwencji 573 mln USD, przeznaczonych na dotowanie eksportu złota. Jedną z osób zamieszanych w aferę miał być Saitoti. 31 lipca 2006 Kenijski Sąd Najwyższy odciążył Saitotiego ze wszystkich stawianiach mu zarzutów, w rezultacie czego 15 listopada 2006 powrócił on na stanowisko ministra edukacji.
8 stycznia 2008, po kontrowersyjnych wyborach prezydenckich w Kenii, George Saitoti został mianowany ministrem administracji prowincjonalnej i bezpieczeństwa wewnętrznego w gabinecie Kibakiego, który zapewnił sobie reelekcję prezydencką. W kwietniu 2008, po włączeniu do gabinetu przedstawicieli opozycyjnego ODM i utworzeniu rządu jedności narodowej, Saitoti zachował zajmowane stanowisko.
Zginął 10 czerwca 2012 w katastrofie śmigłowca w pobliżu miejscowości Ngong.